# 아치 그레이
아치 제임스 프랜시스 그레이(영어: Archie James Francis Gray, 2006년 3월 12일 ~ )는 잉글랜드의 축구 선수이며, 토트넘 홋스퍼 에서 미드필더로 뛰고 있다.

## 수상
토트넘 홋스퍼
- UEFA 유로파리그 : 2024-25[1]